# 郡上おどり
郡上おどり（ぐじょうおどり）或いは、郡上節（ぐじょうぶし）は、岐阜県郡上市八幡町（旧・郡上郡八幡町、通称「郡上八幡」）で開催される伝統的な盆踊りである。日本三大盆踊り、郡上節は三大民謡に数えられる。
毎年7月中旬から9月上旬まで32夜開催され、特に盂蘭盆会の徹夜踊りには、全国から数万人の踊り子が集う。

## 歴史

### 発祥
中世の「念仏踊り」や「風流踊」の流れを汲むと考えられている。
盆踊りとしての体裁が整えられたのは、郡上藩主の奨励によるとされる。江戸時代、初代藩主・遠藤慶隆が領民親睦のため奨励したのが発祥とも、江戸時代中期の藩主・青山氏の時代（1758年 - ）に百姓一揆（宝暦騒動）後の四民融和をはかるため奨励したのが発祥とも伝えられるが定かではない。

### 江戸時代
1728年（享保13年）から17年間、飛騨国の代官であった長谷川忠崇が徳川吉宗の命を受けて著した『濃州志』の巻第七踏歌の中で、「転木麿歌（するまうた）」と題して「本土ノ民家於イテ籾オヒク礱也其時ウタフ歌也、郡上ノ八幡出テ来ルトキハ雨ハ降ラネトミノ恋シ（按スルニ濃州郡上ニ八幡町アリ飛州ノ隣国タリ）」と記している。これは飛騨の地で八幡のことを歌ったもので、郡上の八幡出て行く時は雨も降らぬに袖しぼる〜の替え歌と思われ、これが書かれた以前より郡上でこの歌が歌われていたことを物語っている。なお、この歌が踊り歌として歌われていたかは不明である。1840年（天保11年）に書かれた郷中盛衰記によると「延享時代（1744年 - 1747年）までは神社の拝殿が九頭宮（くずのみや）と祖師野（そしの）だけにあって盆中は氏子がその拝殿で夜明かしして踊った」と書かれており、この時代より以前から郡上の盆踊りが徹夜で行われていたようである。
1820年、郡上藩庁より触書「城番年中行事」で「盆中は踊り場所へ御家中末々まで妻子並びに召使いなど出かけていくことはならないと前々より禁じているから、固く心得て決して出かけていってはならない。今後年々この触れを出すことはやめておくが、違反のないように心得ておくこと」という意味の禁令（条令と御法度の覚書）が発せられた記録がある。これにより当時の武士やその家族の者たちが禁止されているにも関わらず、藩主や役人にこっそり隠れて踊りの輪に加わろうとしていたことが推察できる。
天保年間には八幡城下の町方の盆踊りは「子供踊り」と呼ばれ、藩からは盆の三日間(14日から16日まで)に限り許されていたこと、踊りでは被り物を付けたり、異装することは固く禁じられて、これらを取り締まるために同心と町名主が踊り場を巡視していたという。また、盆踊りは町方の楽しみであり、「火の用心」の触れを出すほど多くの町方が集まって、踊り場では時に喧嘩も起こる程の賑やかさがあったという。
江戸時代後期において城下の盆踊りは、七大縁日が定められて行われていた。七大縁日とは7月16日の天王祭り（八坂神社）・8月1日の三十番神祭（大乗寺）・8月7日の弁天七夕祭り（洞泉寺）・8月14日から8月16日までの盂蘭盆会・8月24日の枡形地蔵祭り（枡形町）である。

### 明治期
阿波踊りに比べ、小規模で地味な踊りに終始徹してきたが故に藩からの圧力や干渉もなく江戸時代を通して城下で生き残ってきたが、明治政府の近代化政策によって改廃されるべき慣習とされた。1874年（明治7年）に、岐阜県はその政策方針に沿って他県よりいち早く県内の市町村に対して盆踊りを禁止する旨の布達が出される。1882年（明治15年）には盆踊りは風紀を乱す悪習と見なされた。
その後、盆踊りの禁止令は解かれたものの、大正期に入ると第一次世界大戦や米騒動、北町の大火等が重なって起こった関係で盆踊りは殆ど行われなくなったという。しかし、郷土芸術に強い愛着を抱く町民によって1922年（大正11年）に「郡上おどり保存会」が警察当局との幾度かの交渉を経て、発足する。発足時の保存会長は坪井房次郎、副会長は鷲見甚造。

### 郡上踊り保存会発足直後の沿革
- 1923年（大正12年） - 踊り本「郡上踊」初版を発行。[8]
- 1929年（昭和4年） - 8月に保存会16名で松坂屋において東京初公演を行う。
- 1931年（昭和6年） - 5月21日に東久邇宮稔彦王が来町し、愛宕公園において郡上おどりの実演を観覧した。[9]この時保存会員十数名は「三百」「かわさき」を踊り、特に三百踊りは所望により二度踊った。
- 1934年（昭和9年） - 愛知県名古屋市の新聞社であった新愛知（中日新聞の前身）により読者の投票による「郷土芸術十傑」の懸賞募集があった。 当時、保存会の人々は踊りを発展させるため、出場資格を得る票数を獲得しようと努力し郡上郡内で約四万票、更に郡外で約十万票を集め出場資格を得た。翌昭和10年の名古屋公演は非常に好評であったという。この時2日間の公演の演目は「川崎」「さば」「やっちく」「三百」であった。その様子は名古屋放送局で放送された（11月20日）。 この様にして郡上踊りは地元の人々以外にも次第に知られるようになっていった。

### 第二次世界大戦中
毎年8月15日のみ開催を許されていた。1945年（昭和20年）8月15日の終戦日にも開催された。終戦日には官憲からの中止勧告があったとの証言があるが、「英霊を慰める」などの理由の下に中止は免れたという（保存会の事業経過報告書によれば15日は「終戦ノ玉音放送ノ為盆踊休止」となっているので、この日は有志で踊ったものと思われる）。

### 第二次世界大戦後の沿革
- 1952年（昭和27年） - 3月、踊り種目「さば」が「春駒」に改称する。4月、ビクターレコードに川崎、三百、春駒、騒ぎ、松坂の5曲を吹き込み。[11]
- 1990年（平成2年） - 9月、アメリカ合衆国ロサンゼルスのフェスティバルに「郡上おどり400年祭」のプレイベントして参加、海外初公演。[12]
- 1991年（平成3年） - 郡上おどり400年祭が開催され7月より11月にわたり、郡上おどり400年祭記念式典、構成劇「郡上節ものがたり」、全国盆踊りフェステバル（全国盆踊りシンポジウム、阿波踊り・花笠踊りとの競演）など、さまざまなイベントが行われた。
- 2008年（平成20年） - 6月、カナダのトロントで日加修好80周年記念として「郡上踊りinトロント」が開催された。
- 2012年（平成24年） - 8月、中学生が発案した、第1回小中学校郡上おどり発表会を開催。[13]
- 2016年（平成28年） - 八幡中学校の生徒が地域活性を目的に「ゆかたDey」を設定。踊りと囃子を全校生徒が担う行事となる。[14]
- 2019年（平成31年・令和元年） - 元号が令和に改められることを祝って、平成最後の日となった4月30日19時から令和最初の日となった5月1日未明にかけて徹夜踊りが特別に開催された。[15]
- 2020年（令和2年） - 祭りの性質上、会場内が「密閉・密集・密接の状態」になりやすいことから、新型コロナウイルス感染症の拡大防止のため中止した。ただし、一部日程については関係者のみで室内で開催し、その模様をYouTubeや郡上ケーブルテレビにて配信した。
- 2021年（令和3年） - 6月11日、郡上おどり運営委員会は前年に続き中止すると発表した。インターネットで関係者による囃子と踊りの模様を配信した[16]。
- 2022年（令和4年） - 郡上おどり保存会100周年記念式典を挙行。

## 概要
郡上節を演奏する囃子の一団が乗る屋形を中心に、自由に輪を作り時計回り(曲によっては反時計回り)に周回しながら踊る。会場が街路の場合もあるので、輪は円形とは限らない。踊りには曲ごとに定型がある。振り付けの基本は簡素なので、初心者や観光客でも見様見真似で踊ることができるようになる。装束は男女とも浴衣に下駄履きが標準的だが強制ではない。踊りへの参加は完全に自由で、飛び入りや離脱に規制はない。通常、見物人よりも踊り手の方が圧倒的に多数である。

### 開催する期間及び会場

#### 郡上八幡（岐阜県郡上市八幡町）
- 毎年7月中旬から9月上旬まで延べ32夜開催される。
- 初日は開幕式を終えたあと、屋形（車輪が付いている）を会場に出迎える形で開幕し、最終日は屋形を見送りながら閉幕する。
- 8月13日から8月16日までは、20時から翌朝4時もしくは5時まで夜通し踊り続ける「盂蘭盆会（徹夜踊り）」。
- この徹夜踊りへの来訪にあわせ、長良川鉄道越美南線では深夜に臨時列車を運行している。郡上八幡駅から会場へは徒歩20分。

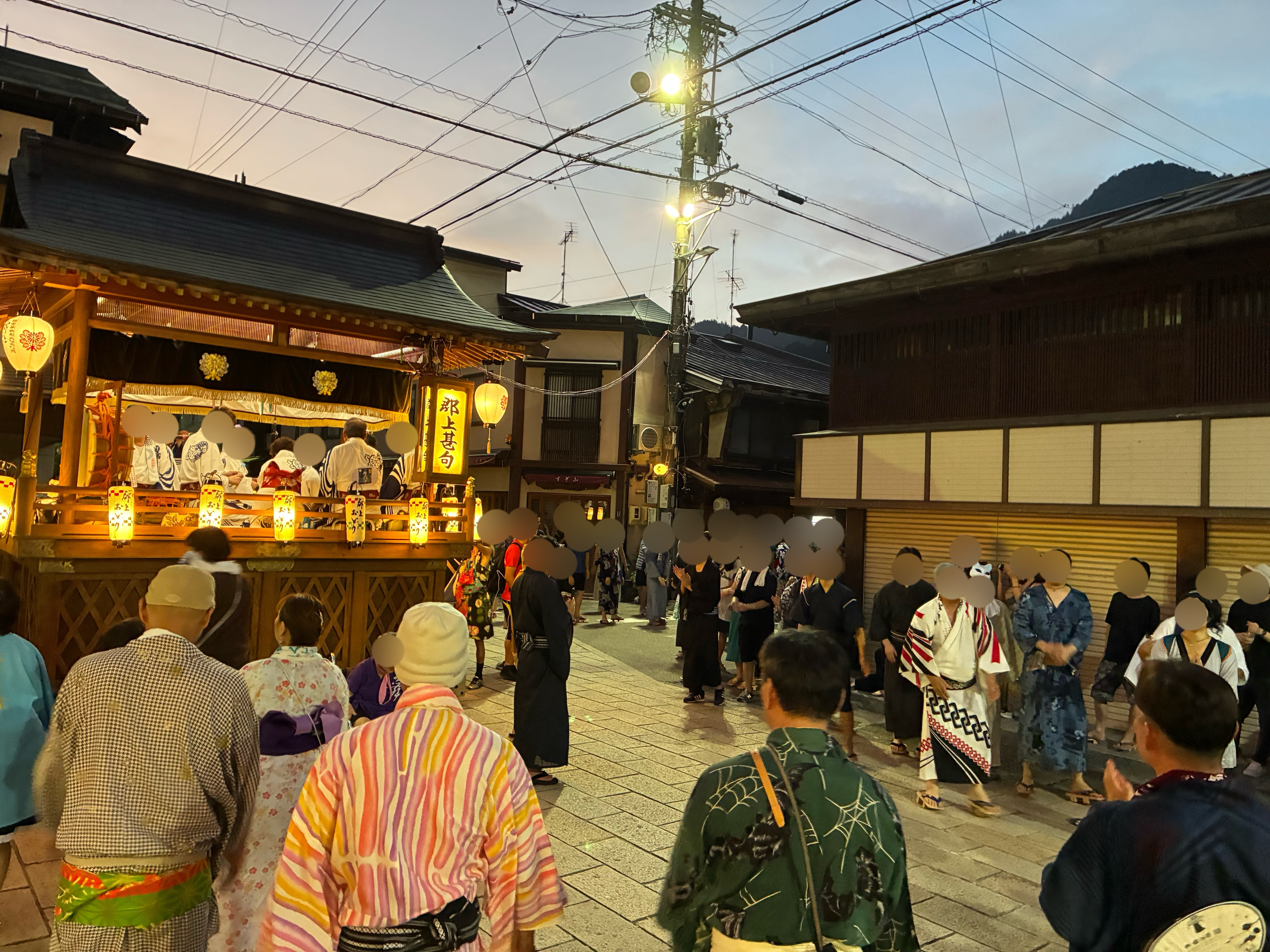
徹夜踊り終盤の様子（4:51に撮影、東の空が明るくなっていく）

- 徹夜踊り終盤の様子（4:51に撮影、東の空が明るくなっていく）徹夜踊りの期間中は会場周辺の店舗も営業時間を延長したり、深夜も営業することが多い。
- 寺社の境内・道路・駐車場・公園・広場など、開催日毎に会場を移す。
- 各開催日は基本的に町内各所での縁日や記念日に由来している。
- 8月下旬頃には、コスプレを着用して踊る変装コンクールが行われている。
- 優秀な踊り手には免許状が発行される。開催日毎に審査対象の1曲を明示し、郡上おどり保存会が選抜する。
- 4日間の徹夜踊りは遠方から来訪する踊り客も多く、およそ25万人に達する。
- 毎年年末には翌年の日程が発表される。

#### 京都（郡上おどり in 京都）
毎年6月に京都府京都市中京区の地下街ゼスト御池御幸町広場にて開催される。主催者は京都岐阜県人会ほか。

#### 東京（郡上おどり in 青山）
毎年6月に、東京都港区南青山の寺院「梅窓院」の境内で開催される。同寺院が郡上藩主・青山氏の菩提寺であったことに由来する。郡上市から郡上おどり保存会が来訪し、郡上節の生演奏により本場さながらの踊りが繰り広げられる。同時に郡上市の物産展も催される。主催者は青山外苑前商店街振興組合。1994年から開催されている。

#### 各地の郡上おどり
1時間以上に渡り郡上おどりが踊れ、数年に渡り行われている主なイベント。
- 郡上踊りin刈谷（毎年7月）
- 郡上おどりin戸塚（毎年5月）
- 銀座柳まつり（毎年5月）
- 藤沢宿 遊行の盆（毎年7月）
- 商店街と郡上おどり 西立川（毎年7月）
- 京成 大久保商店街夏祭り（毎年8月）
- 郡上おどりin永福北（毎年9月）
- 郡上おどりin円頓寺 (毎年9月、2010年-2018年)

## 郡上節
- 郡上おどりの際に演奏される囃子を総称して郡上節と呼ばれる。
- 踊る曲を演奏する順番は不定で、踊り方はそれぞれ異なる。ただし、「まつさか」は必ず最後に踊る曲になっている。
- 囃子の構成は三味線・太鼓・笛の伴奏に唄囃子・返し言葉・掛け声。伴奏がない曲もある。
- 郡上節が演奏される屋形は可動式の木造2層寺社風構造であり、通年使用される。開催日毎に会場に移動し、適所に設置される。開催期間以外は八幡町内の専用倉庫に保管し、開催期間中はカバーを掛けて道路の片隅に留め置くことが多い。
- 白鳥おどりに於いても一時期、郡上節の一部曲目も踊られていた。[19]
- 種目名の表記揺れは散見されるが、1996年に国の重要無形民俗文化財に指定された際の表記に準じている。[20]

|    | 曲名             | 備考 |
| -- | ---------------- | --- |
| 1  | 古調かわさき     | |
| 2  | かわさき         | |
| 3  | 三百             | 「三百踊」とも呼ばれる。 |
| 4  | 春駒             | |
| 5  | 猫の子           | |
| 6  | さわぎ           | |
| 7  | 甚句             | 「郡上甚句」とも呼ばれる。 |
| 8  | げんげんばらばら | |
| 9  | ヤッチク         | |
| 10 | まつさか         | 囃子は、拍子木と音頭で踊る曲。終わった後は拍子木を懐に入れて帰って行くことができ、片付けの手間を最小限省くために最後に踊ることとなっている。なお、三味線等は「まつさか」の前の曲が終了した時点で片付けの準備に入る。 |

### 音盤

#### レコード
- 現存最古のレコードは大正期の1924年12月に発売された、「郡上の八幡」（壽美代子・唄、ツル52）である。[21]

郡上おどり保存会が関わるSP盤
| 発売日          | レーベル       | 面 | タイトル           | 音頭取り                              | 規格品番   | 備考 |
| --------------- | -------------- | -- | ------------------ | ------------------------------------- | ---------- | --- |
| 1935年1月20日   | コロムビア     | A  | 郡上節(上)         | 松の枝〆松                            | 25757-A    | 郡上踊保存会が関わる最初の録音。どちらも「かわさき」の収録。                                                                             |
| 1935年1月20日   | コロムビア     | B  | 郡上節(下)         | 後藤正男                              | 25757-B    | 郡上踊保存会が関わる最初の録音。どちらも「かわさき」の収録。                                                                             |
| 1935年8月       | キングレコード | A  | 郡上節             | 三門順子                              | 25757-A    | 「かわさき」の演奏で、大村能章による編曲のキング和洋合奏団による収録。                                                                   |
| 1935年8月       | キングレコード | B  | 郡上節             | 後藤正男                              | 25757-B    | 「かわさき」の演奏。 |
| (非商業録音)    | デンノン       | A  | 川崎               | 後藤正男 天野〆松 藤田喜好            | (自家録音) | 1940年7月26日に愛宕公園にて録音。B面は短いさわりが一面にわたって収録。「さば」は「春駒」に改められる前に録音された、現存する唯一の音源。 |
| (非商業録音)    | デンノン       | B  | 松阪 ヤッチク さば | 桝田耕三 鷲見さだ 坪井三郎 神谷治兵衛 | (自家録音) | 1940年7月26日に愛宕公園にて録音。B面は短いさわりが一面にわたって収録。「さば」は「春駒」に改められる前に録音された、現存する唯一の音源。 |
| 1950年1月(新譜) | コロムビア     |    | 郡上節             | 坪井三郎 箱岩とみ子 鷲見さだ          | A701-A     | 「かわさき」の演奏。 |
| 1950年          | キングレコード |    | 郡上節             | 桝田耕三 鷲見さだ                     | N80        | 限定頒布で、「かわさき」の演奏。 |
| 1952年8月(新譜) | ビクター       |    | かわさき           | 後藤正男 歳藤みさを                   | V-40854    | 「かわさき」以外の曲目が初めて音盤化。                                                                                                   |
| 1952年8月(新譜) | ビクター       |    | 三百               | 桝田耕三                              | V-40854    | 「かわさき」以外の曲目が初めて音盤化。                                                                                                   |
| 1952年8月(新譜) | ビクター       |    | 春駒               | 坪井三郎 鷲見さだ                     | V-40855    | |
| 1952年8月(新譜) | ビクター       |    | まつざか           | 桝田耕三                              | V-40855    | |
| 1953年頃        | テイチク       |    | かわさき           | 坪井三郎 友奴                         | F420/M1    | ピクチャーレコードで商品化。 |
| 1953年頃        | テイチク       |    | 三百               | 坪井三郎                              | F421/M2    | ピクチャーレコードで商品化。 |
| 1953年頃        | テイチク       |    | 春駒               | 坪井三郎 鷲見さだ                     | F422/M3    | ピクチャーレコードで商品化。 |
| 1953年頃        | テイチク       |    | やっちく           | 坪井三郎                              | F423/M4    | ピクチャーレコードで商品化。 |
| 1959年1月(新譜) | ビクター       |    | 郡上節             | 後藤正男 歳藤みさを                   | V-41889    | 再発盤。 |

郡上おどり保存会が関わるLP盤

#### CD
- 2013年8月7日に、「日本の祭り 郡上踊り」(キングレコード)と題して発売。

## 文化財指定
|   | 指定時期                  | 文化財                                   | 指定名称   | 備考                                        |
| - | ------------------------- | ---------------------------------------- | ---------- | ------------------------------------------- |
| 1 | 1955年（昭和30年）2月10日 | 八幡町の町指定無形文化財                 | 古調郡上踊 | 指定番号は1。                               |
| 2 | 1958年（昭和33年）4月23日 | 岐阜県の県指定無形文化財                 | 郡上踊     | 指定番号は4。所属団体名は「郡上踊保存会」。 |
| 3 | 1973年（昭和48年）11月5日 | 国の記録作成等の措置を講ずべき無形文化財 | 古調郡上踊 | 所属団体は「古調郡上踊保存会」。            |
| 4 | 1996年（平成8年）12月20日 | 国の重要無形民俗文化財                   | 郡上踊     | 保護団体は「郡上踊り保存会」。              |
| 5 | 2022年（令和4年）11月30日 | ユネスコ無形文化遺産                     | 郡上踊     | 風流踊の一つ。                              |

## 郡上おどりをテーマにした作品
- 郡上恋唄 - 石原詢子
- 濃尾恋歌 - 石原詢子 (吉幾三作曲)

## 関連する施設
- 郡上八幡博覧館

郡上おどり開催時期以外にも、通年踊りの実演を見学することができる。郡上おどりの歴史などの展示も常設されている。
- 郡上八幡旧庁舎記念館

郡上踊り保存会による踊り体験講習が通年開催されている。完全予約制である。通常は団体しか受け付けないが、郡上おどり開催期間中に限って個人参加も可能な講習も設定される。

## ギャラリー

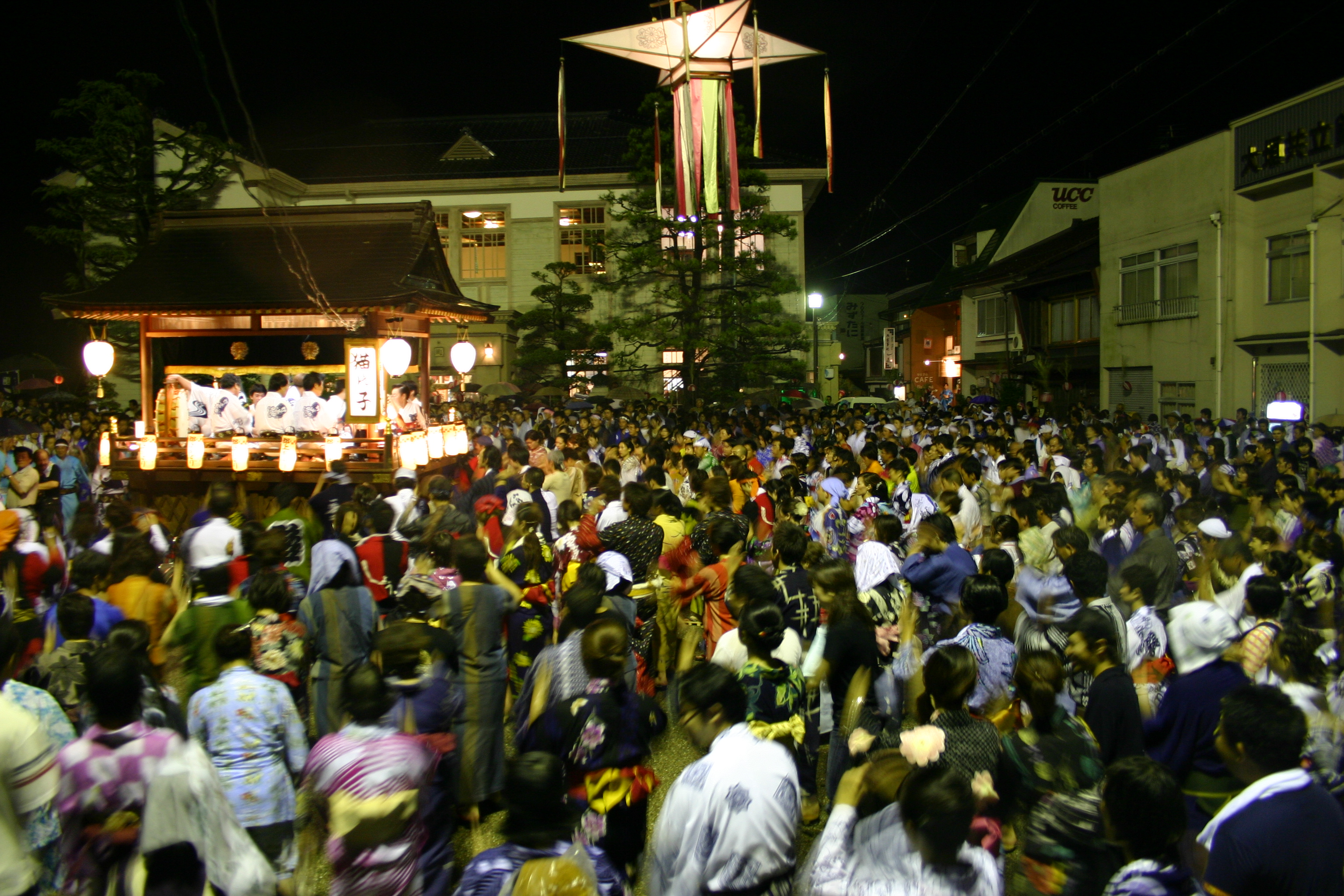
屋形の周りで踊る郡上踊り(2008年7月)
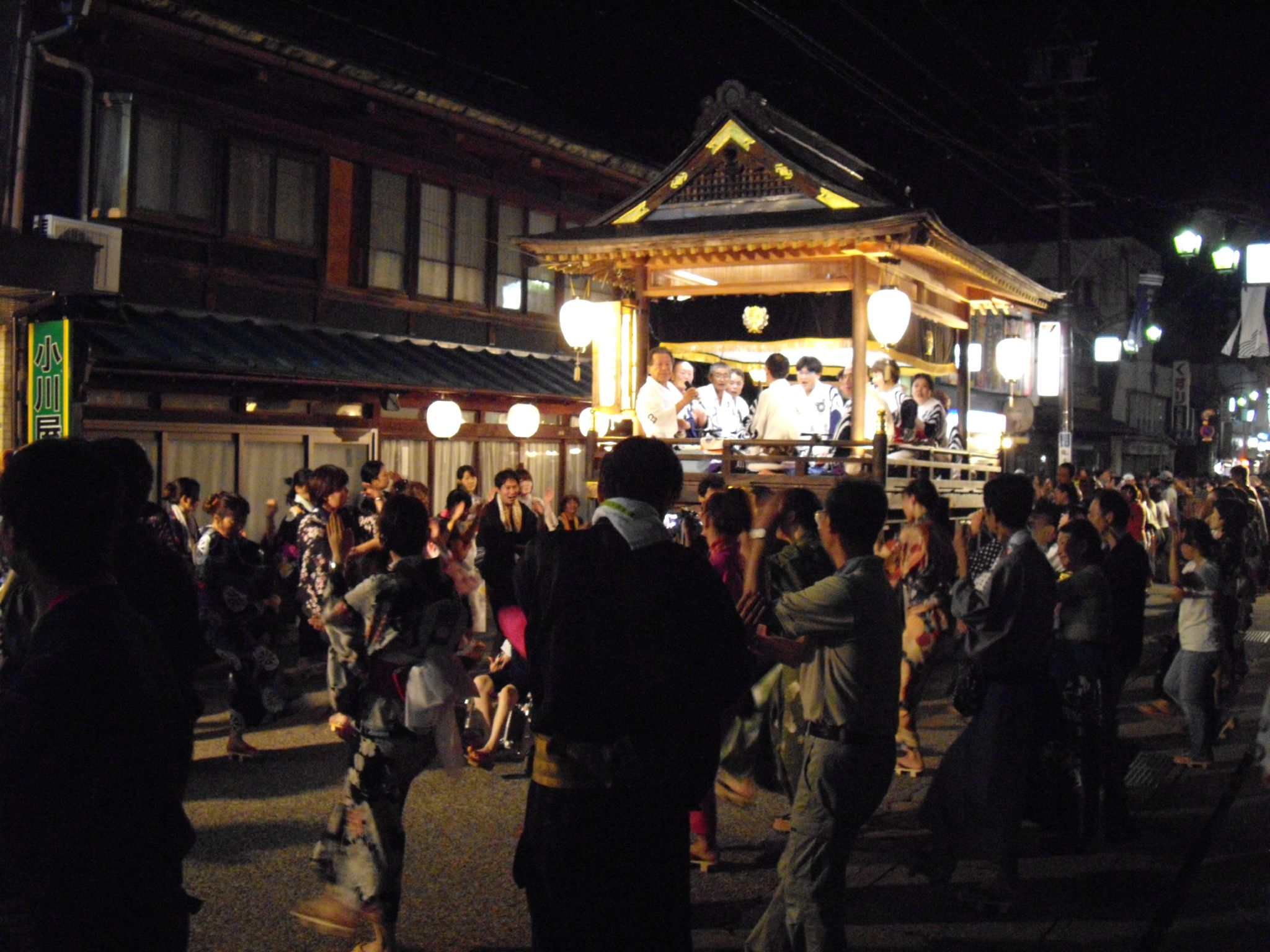
屋形の周りで踊る郡上踊り(2008年8月)